# Narcine brasiliensis
Raie électrique brésilienne
Espèce
Statut de conservation UICN

 NT A2abcd : Quasi menacé
La Raie électrique brésilienne, Narcine brasiliensis, est une espèce de raies électriques de la famille des Narcinidae. L’espèce mesure jusqu'à 45 cm de long au maximum. Sa face dorsale est brun tacheté et sa face ventrale est blanc-crème. 
Elle vit dans l’océan Atlantique, du Brésil jusqu’au nord de l’Argentine, à une profondeur de 10 à 20 m environ. L’espèce est benthique et, par conséquent, menacée par la pêche au chalut, bien qu’elle ne soit pas commercialisable, et par les métaux lourds se retrouvant dans le substrat. 
Ainsi, l'UICN la catégorise parmi les espèces au statut quasi menacé (NT),.

## Taxonomie et confusion
L’espèce Narcine brasiliensis et l’espèce Narcine bancroftii étaient jusque récemment regroupées en une seule et même espèce, Narcine brasiliensis. Les deux espèces ont été séparées à la suite de la révision taxonomique du genre Narcine par de Carvalho (1999). Cependant, ce fut Garman (1913) qui le premier remarqua une variabilité régionale au sein de l’espèce. En effet, l’aire de Narcine brasiliensis s’étale du sud-est du Brésil au nord de l’Argentine alors que l’aire de Narcine bancroftii s’étale de la Caroline du Nord au nord-est du Brésil, en incluant le golfe de Mexico et les eaux des Caraïbes. Les aires peuvent cependant légèrement se chevaucher. 
Des différences quant à l'aspect des deux espèces ont été également remarquées. N. bancroftii a des taches relativement petites formant des ocelles incomplets sur le disque et la base de la queue alors que N. brasiliensis n'a pas d'ocelles et a plutôt des bandes horizontales sur les mêmes régions (McEachran et de Carvalho 2002). Un autre critère de distinction est dentaire. N. bancroftii adulte a généralement moins de rangées de dents verticales exposées que N. brasiliensis.
Il y a ainsi très peu de différences intra-spécifiques. Il n’est donc pas rare de retrouver encore, à tort, Narcine brasiliensis sous l’appellation de la raie la moins électrique alors que celle-ci est attribuée à l’espèce Narcine bancroftii.

## Description

### Caractéristiques principales
Narcine brasiliensis a une taille petite à modérée, atteignant 45 cm de long au total. Les jeunes naissent avec une taille de 11 cm de long.
Son espérance de vie est en moyenne de 9 ans, avec un maximum de 11 ans.

### Morphologie et Anatomie

#### Corps
La Raie électrique brésilienne a une forme sub-ovale légèrement plus large que longue et présente deux nageoires dorsales qui sont à peu près de la même taille. Sa nageoire caudale a une forme triangulaire et est dépourvue de poinçon. 
Son corps ferme est tacheté sur sa face dorsale avec deux larges barres noires sur le museau. Ce dernier peut être de forme angulaire à arrondie à l’avant. Sa face supérieure est brunâtre, uniformément ou plus couramment avec des taches brun foncé sur le disque et la queue.
Sa face ventrale est quant à elle blanc-crème, généralement avec des marges postérieures sombres sur le disque et les nageoires pelviennes.

#### Organes électriques
En plus des caractéristiques propres au genre Narcine, l’espèce Narcine brasiliensis dispose également d’une paire d’organes électriques accessoires (OEA) pour la communication intraspécifique. Ces derniers plus petits et fusiformes, sont situés à la marge postérieure de chaque organe électrique principal (OEM),.
On peut également observer un dimorphisme sexuel sur base des organes électriques. Ainsi, la masse globale des organes électriques est plus petite chez les femelles que chez les mâles de l’espèce,.

## Comportement

### Alimentation
La Raie électrique brésilienne est une espèce nocturne se déplaçant la nuit vers les baies peu profondes pour se nourrir. Elle se nourrit principalement de polychètes fouisseurs et de petits crustacés. 
Pour déterrer ces organismes fouisseurs, la raie a sa propre méthode de capture. Caractérisée par un arc maxillaire (composé de la mâchoire inférieure et de la mâchoire supérieure) qui se déplace comme un seul bloc, elle peut l’enfoncer par protrusions dans le substrat. Cela lui permet ainsi de rapprocher suffisamment sa bouche de la nourriture. La raie l’aspire ensuite en générant des pressions buccales négatives. Enfin, la raie électrique évacue les sédiments, dont le sable, aspirés avec la nourriture par ses spiracles (situés à côté des yeux dans notre cas), ses branchies et sa bouche. La protrusion de l’arc maxillaire est limitée puisqu’il existe une série de ligaments empêchant les mâchoires de bouger dans d'autres directions. Bien que ce dispositif puisse limiter leur régime alimentaire, il augmente leur capacité de succion.

### Reproduction
La maturité sexuelle chez les deux sexes, est atteinte aux alentours de 27 cm, soit vers l'âge de 6 ans. Comme toutes les espèces du genre Narcine, Narcine brasiliensis est vivipare et les petits présentent une vésicule vitelline leur apportant les éléments nutritifs nécessaires à leur croissance. Le rapport sexuel des embryons est d'environ un pour un. Cependant, les femelles de petite taille peuvent avoir des embryons majoritairement femelles.  
Les jeunes, en moyenne quatre par portée, sont capables de produire des décharges électriques avant même d'être libérés de l'utérus.

## Écologie

### Répartition et habitat
Cette espèce de raie se retrouve majoritairement au Sud et Sud-Est du Brésil mais peut également être observée jusqu’au Nord de l’Argentine. La raie étant benthique, son habitat se constitue d’environnements à substrat sableux et vaseux ou boueux,. Ces raies passent d’ailleurs la plupart du temps enfouies dans le substrat ou dans l'eau trouble, avec seulement les yeux qui dépassent, afin de se cacher des prédateurs ou chercher des proies,.
Narcine brasiliensis passe une partie de l’année dans des zones moins profondes, à environ 10 mètres de profondeur. Vers novembre-décembre, elle réalise une migration pour se rendre dans des zones plus profondes, à environ 20 mètres de profondeur, pour y passer l’hiver et ne reviendra qu’entre mai et juin. 
Elle migre majoritairement pour trouver des opportunités de reproduction ou d'alimentation. La migration est également due à la recherche de températures plus clémentes, à savoir dans le sud, pendant les mois d'hiver. Dans des eaux plus froides (moins de 20ºC), les individus ont un comportement léthargique et se déplacent de ce fait plus lentement.

### Rôle écosystémique
Considérée comme un superprédateur dans son habitat, Narcine brasiliensis joue donc un rôle dans le contrôle des populations. En effet, en limitant la population de polychètes et de crustacés, elle favorise le développement des populations d’algues qui ne pourraient pas se développer dans le cas contraire. Narcine brasiliensis constitue ainsi un élément important de la chaine alimentaire, sans qui des changements négatifs peuvent subvenir dans l’écosystème.

## Relation avec l'homme
Narcine brasiliensis n’est pas commercialisable au Sud du Brésil, là où elle est la plus abondante. Il n’existe donc pas de statistiques sur les prises de la pêche commerciale ou sur les efforts qui permettraient d’évaluer l’état de la population. Cependant, elle fait fréquemment partie des prises accessoires de la pêche au chalut de fond et est généralement rejetée après avoir été capturée. Malheureusement, les chances de survie des individus rejetés après capture sont d’ordinaire plus faibles. Ainsi, la pêche au chalut qui s’effectue au sud du Brésil, mais également ailleurs où l'espèce est présente, peut lui porter préjudice. Cela constitue une inquiétude pour la conservation de cette espèce dans son aire de répartition,.
Par ailleurs, vivant au fond en contact avec le substrat, elle peut être exposée aux métaux. Une récente étude a indiqué la présence de plusieurs métaux toxiques dans les individus étudiés (notamment l'arsenic et l'argent). Les métaux toxiques présents dans l’organe électrique et les gonades peuvent conduire à une altération de la reproduction et de la bio-électrogenèse.  En raison de son écologie et son exposition aux métaux, la Torpille brésilienne pourrait s’avérer être un bio-indicateur côtier approprié concernant la contamination métallique de son habitat.
La Raie électrique brésilienne aurait subi une réduction de sa population de 20-29% au cours des trois dernières générations (26 ans). Son statut est évalué comme quasi menacé (NT), atteignant presque le statut de vulnérable (VU).